# ХК Шелефтео
ХК Шелефтео (швед. Skellefteå AIK) професионални је шведски клуб хокеја на леду из града Шелефтеа. Тренутно се такмичи у елитној хокејашкој СХЛ лиги Шведске (од сезоне 2006/07). Клуб је основан 1976. године, а током историје у 3 наврата освајао је титуле националног првака (1977/78, 2012/13. и 2013/14)
Домаће утакмице игра у Шелефтео арени капацитета 6.000 седећих места за хокејашке утакмице.

## Историјат
Иако је клуб основан давне 1921. године, хокеј активније почиње да се игра тек 1943. када се клуб такмичио у локалној општинској лиги (та сезона није завршена због недостатка природног леда). 
Први пласман у најјаче лигашко такмичење у земљи остварен је 1955, а већ у сезони 1957/58. завршили су такмичење на другом месту у лиги, са само једним бодом заостатка за водећим Ђургарденом.
Након што су 1975. реорганизована клупска такмичења у земљи, Шелефтео постаје делом новоформиране Елитсерије, а већ у сезони 1977/78. освојена је и прва титула националног првака. Сезону 1980/81. Шелефтео је завршио на првом месту у лигашком делу. 
Године 1985. хокејашка секција се издвојила из спортског друштва Шелефтео и до 1991. егзистирала као самосталан спортски колектив, након чега је поново враћено старо име и дотадашњи систем организације. 
Клуб је у сезони 1989/90. испао из елитне лиге и наредних 16 сезона се такмичио у нижем рангу, а повратак у елитно друштво шведског хокеја уследио је тек од сезоне 2006/07. Током сезоне 2007/08. Шелефтео је једно време био на челу лигашког дела табеле, а први део сезоне завршио је на 8. месту на табели и обезбеђеним наступом у плејофу, што је био њихов први наступ у том рангу након 1981. године. Међутим, испали су већ у четвртфиналу од каснијег победника ХВ71 са 1:4 у победама. И током наредних сезона екипа је успевала да се избори за пласман у плејоф и борбу за титулу првака. 
Након два у низу изгубљена финала у сезонама 2010/11. (од Фарјестада са 1:4) и 2011/12. (Брјунес 2:4) у наредне две сезоне екипа Шелефтеа је отишла корак даље и везала две узастопне титуле. 
Након што је лигашки део сезоне 2012/13. тим окончао на првом месту, у плејофу је прво савладан Брјунес са 4:0, потом Линћепинг са 4:1, и на послетку у великом финалу локални ривал Лулео са убедљивих 4:0. Шелефтео је на тај начин веома убедљиво окончао доигравање са 12:1 у победама. 
На сличан начин тим је окончао и наредну сезону 2013/14. када је освојено прво место у лигашком делу и обезбеђен пласман у финале плејофа четврти пут у низу. Након ХВ71 (победа од 4:1) и Линћепинга (4:1) у финалу је убедљиво савладана екипа Ферјестада са лаганих 4:0 у победама. Победа од 8:1 у трећој финалној утакмици ушла је у историју као најубедљивија победа у историји националних финала. 

## Клупски успеси
- Национални првак: 3 пута (1977/78, 2012/13. и 2013/14)
- Финалиста плеј-офа: 2 пута (2010/11, 2011/12)

## Познати играчи
- Оскар Мелер
- Јими Ериксон
- Јоаким Линдстрем